# Krisztina Dávid
Krisztina Dávid (5 de diciembre de 1975) es una deportista húngara que compite en tiro adaptado. Ganó una medalla de bronce en los Juegos Paralímpicos de Tokio 2020 en la prueba de pistola de aire 10 m (clase SH1).

## Palmarés internacional
| Juegos Paralímpicos | Juegos Paralímpicos | Juegos Paralímpicos | Juegos Paralímpicos      |
| Año                 | Lugar               | Medalla             | Prueba                   |
| ------------------- | ------------------- | ------------------- | ------------------------ |
| 2020                | Tokio (Japón)       | Medalla de bronce   | Pistola de aire 10 m SH1 |